# Манастир Давидовица
Манастир Давидовица налази се недалеко од Бродарева, поред реке Лим, у југозападној Србији. Припада Епархији милешевској Српске православне цркве. Манастирска црква, коју је око 1281. изградио Дмитар Немањић, посвећена је празнику Богојављење. Манастир је крајем 17. века разорен и напуштен и налазио се у рушевинама све до 1998. године, када је обновљена манастирска црква. Дарија Пантић је била старешина манастира у периоду од 2010. до 2021. Е
Према народном предању, овде су сахрањени Југ Богдан и његових девет Југовића.

## Положај
Потиче из 13. века (1281. или 1282) и задужбина је жупана Дмитра Немањића, најмлађег сина Вукана Немањића који је узео монашко име Давид по чему је манастир и добио назив Давидовица.
Манастир се налази у близини села Гробнице (некада Гробаре) на јужним обронцима Јадовника, недалеко од Бродарева и реке Лим. Непосредно поред платоа на коме се налази манастир пролази пруга Београд-Бар.

## Историја
Манастирска црква Богојављања у манастиру Давидовици подигнута је на темељима византијске базилике из 6. века о чему сведоче археолошка истраживања којима су откривени темељи базилике и остаци некрополе из византијског доба.
Манастир је подигао Дмитар (Димитрије) Немањић, брат ктитора манастира Мораче Стефана, најмлађи син Вукана Немањића и унук Стефана Немање, као своју задужбину која је по његовом монашком имену Давид и добила име Давидовица. Он је управљао пределима око Бродарева, а био је један од имућнијих жупана о чему сведоче подаци како о његовим ктиторским активностима у Светој Земљи, тако и позајмице које давао краљици Србије Јелени. У другој половини 20. века у архиву Дубровачке републике откривен је уговор о градњи манастира који је закључио Дмитар са дубровачким мајсторима Десином и његовим сином Блажом. На уговору стоји датум 03.08. 1281. године и цена градње од 150 солида. Манастир је завршен за мање од годину дана(1281. или 1282. године), а релативно ниска цена градње (за 150 солида се тада могло купити 15 коња) објашњава се бесплатном радном снагом односно обавезним кулуком становништва према властелину.
Претпоставља се да је монах Давид (Дмитар) сахрањен у манастиру, али за то, за сада, нема потврде у археолошким истраживањима. Међутим у порти манастирске цркве се налази надгробна плоча Дмитровог унука жупана Вратка (син Вратиславов), који је био отац кнегиње Милице, на којој је уклесано:
Овде почива раб божији Вратко, који се представи маја месеца...
На основу историјских података, сматра се да се у близини Давидовице налазио двор Дмитра и Вратка (Југ Богдана из народне традиције) у коме се родила кнегиња Милица и њена браћа (Девет Југовића из народне традиције), ако их је имала. Археолошка истраживања показала су да је био један од средишта српске духовности у средњем веку.
Манастир је прво пустошење доживео у 15. веку, највероватније у исто доба када су Османлије први пут похарале и Милешеву која се налази код Пријепоља, неколико десетина километара узводно уз Лим од Давидовице. У једном османлијском дефтеру из 1530. године помиње се:
манастир Давида у бихарској нахији који је увек припадао тимару...
који је плаћао 50 ахчи, односно 200 ахчи колико се спомиње и у дефтеру из 1667. године. После овог времена више нема помена манастира, а претпоставља се да су га Османлије похарале и опљачкале после велике сеобе Срба крајем 17. века Арсенијем III Чарнојевићем.
Манастир после тога није обнављан, а његови остаци су били изложени повременим пљачкама муслиманског становништва. Током тог периода манастирска црква је остала без кровне конструкције и оловног крова, а последња разарање Давидовица је претрпела 1907. године у доба комитске борбе у овим крајевима када су муслимани из Сјенице преорали и прекопали простор манастира у неуспешној потрази за благом Дмитра Немањића. Народна традиција у овом крају је очувала предање да су манастирске књиге и благо сакривени у једној пећини у неприступачним стенама недалеко од манастира чији је улаз зазидан.
Током својих путовања Полимљем 1931. године, чувени српски архитекта Александар Дероко је посетио простор манастира Давидовица и снимио њене остатке, указавши на њен значај, али су тек током 1960. године изведени конзерваторски радови. Крајем `90 покренута је иницијатива локалног становништва и директора музеја у Пријепољу Славољуба Пушице да се манастир обнови. Радови су отпочели 1998. године када су прикупљена средства за његову обнову, коју је између осталих помогло и министарство културе републике Србије. Већи део манастирске цркве (изузев нартекса) је реконструисан, а у самом манастиру је обновљен монашки живот.
Током археолошких истраживања која су претходила реконструкцији, откривени су, између осталог, темеље византијске базилике на којима је подигнута манастирска црква.

## Изглед
Давидовица припада манастирима рашке стилске групе уз Студеницу, Жичу, Милешеву, Сопоћане, Градац и друге.
Манастирска црква је једнобродна црква са апсидом и кубетом. Она са стране има капелице са куполама уместо певничких трансепта, које се могу видети у Жичи, Милешеви, Сопоћанима и Градцу. Дебљина зидова се креће од 80cm до 100cm, а укупна дужина цркве са припратом је 17m. Већи део цркве је обновљен, а остављена је јасна граница између аутентичних остатака и реконструисаног дела.
Од црквеног животописа остало је врло мало фрагмената, али се могу назрети прикази из живота светог Димитрија Солунског, имењака ктитора манастира, у северном делу, док је на једном фрагменту на северозападном делу приказан највероватније првобитни изглед манастирске цркве (без бочних капелица). Остаци фресака су сачувани захваљујући конзервацији 2011. године.

## Повезаност са легендарним Југовићима
Народна традиција је очувала сећање на Југ Богдана и његових девет Југовића који је био отац царице Милице. Историјски подаци потврђују да је облашћу око Давидовице управљао отац кнегиње Милице жупан Вратко, што указује на могућу повезаност Давидовице са легендарним сродницима царице Милице. У прилог овоме иде и предање које се чува међу најбројнијим становницима села Гробнице, крај кога се манастир налази, који се презивају Богдановићи и тврде да потичу од Југ Богдана.
Током археолошких истраживања, на простору манастира откривен је већи број скелета, као и један број лобања без скелета за које народна традиција сматра да припадају легендарним девет Југовића и десетом старом Југ Богдану.
Само име села Гробнице односно Гробаре указује на постојање некрополе на том простору, а највероватније је назив добило по византијској некрополи која је постојала око базилике и чији су остаци пронађени у склопу манастира.